# Paolo Emilio Rondinini

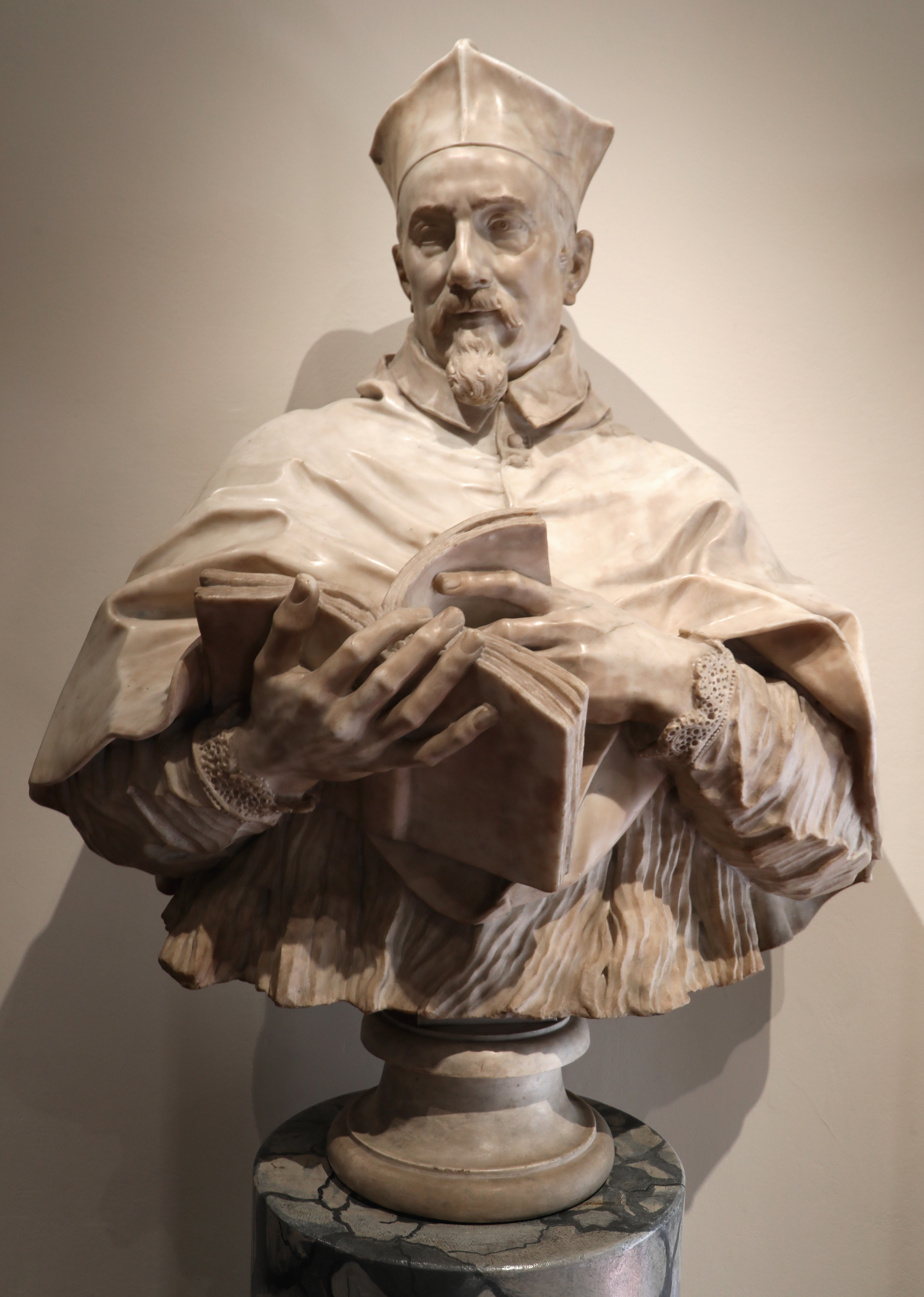
Paolo Kardinal Rondinini (Büste von Domenico Guidi, um 1654)

Paolo Emilio Rondinini (* 1617 in Rom; † 16. September 1668 ebenda) war ein italienischer Geistlicher, Bischof von Assisi und Kardinal der Römischen Kirche.

## Leben
Er war der Sohn von Alessandro Rondinini und dessen Ehefrau Felice Zacchia. Sein Großonkel mütterlicherseits war Kardinal Paolo Emilio Zacchia, sein Großvater war Kardinal Laudivio Zacchia. Paolo Emilio Rondinini studierte an der Universität Perugia und erlangte dort einen Doktorgrad. 1637 wurde er Kleriker der Apostolischen Kammer und handelte geschäftsführend als Generalschatzmeister für Francesco Angelo Rapaccioli, der aus Gründen der Kriegsführung abwesend war. Am 4. März 1643 wurde er Präfekt der Annona.
Papst Urban VIII. kreierte ihn im Konsistorium vom 13. Juli 1643 zum Kardinaldiakon. Den roten Hut und die Titeldiakonie Santa Maria in Aquiro erhielt Paolo Emilio Rondinini am 31. August desselben Jahres. Er nahm am Konklave 1644 teil, das Papst Innozenz X. wählte.
Am 5. Mai 1653 wurde Paolo Emilio Rondinini zum Bischof von Assisi ernannt. Die Bischofsweihe spendete ihm am 25. Mai desselben Jahres in der römischen Kirche San Silvestro in Capite der Bischof von Imola, Kardinal Fabio Chigi; Mitkonsekratoren waren Ranuzio Scotti, früherer Bischof von Borgo San Donnino, und Kurienbischof Giovanni Battista Scanarolo. Als Kardinal nahm er am Konklave 1655 teil, das Papst Alexander VII. wählte. Am 14. Mai 1655 optierte er zur Diakonie San Giorgio in Velabro und am 6. März 1656 zur Diakonie Santa Maria in Cosmedin. Er war Teilnehmer des Konklave 1667, das in der Wahl des neuen Pontifex Clemens IX. mündete. Am 30. April 1668 optierte Paolo Emilio Rondinini zur Kardinalsklasse der Kardinalpriester und für die Titelkirche Sant’Eusebio (Rom).
Kardinal Rondinini starb am 16. September 1668 um 6 Uhr abends nach kurzer Krankheit im Palast des Fürsten Camillo Pamphilj an der Piazza Rondadini in Rom. Beigesetzt wurde er am 18. September neben seinem Vater und Großvater in der römischen Kirche Santa Maria sopra Minerva.